# Polygonatum falcatum
Polygonatum falcatum là một loài thực vật có hoa trong họ Măng tây. Loài này được A.Gray miêu tả khoa học đầu tiên năm 1859.